# Gábor Pogány
Gábor Pogány est un directeur de la photographie hongrois, né le 28 octobre 1915 à Budapest (alors Autriche-Hongrie) et mort le 30 octobre 1999 à Rome (Italie).

## Biographie
Installé en Italie, où il mène l'essentiel de sa carrière, Gábor Pogány y débute comme cadreur sur un film sorti en 1938. Ses deux premiers films comme chef opérateur sortent en 1941, et le dernier à ce même poste en 1989.
Outre des films italiens, il collabore aussi à des coproductions (ex. : Vénus impériale en 1963, film franco-italien de Jean Delannoy, avec Gina Lollobrigida et Raymond Pellegrin), à quelques films américains (D pour danger de Ronald Neame et Cliff Owen en 1960, avec James Garner et Melina Mercouri) ou britanniques (Doctor Faustus de Richard Burton et Nevill Coghill en 1967, avec Richard Burton et Elizabeth Taylor), ainsi qu'à un film espagnol (El amor brujo de Francisco Rovira Beleta en 1967, avec Antonio Gades).
Parmi les réalisateurs italiens qu'il assiste, on peut citer Riccardo Freda (sept films, dont Spartacus, version de 1953, avec Massimo Girotti dans le rôle-titre), Roberto Rossellini (Jeanne au bûcher en 1954, avec Ingrid Bergman et Tullio Carminati) et Vittorio De Sica (deux films, dont La Ciociara en 1960, film franco-italien avec Sophia Loren et Jean-Paul Belmondo), entre autres.
Pour la télévision, il contribue à quelques séries et téléfilms, entre 1972 et 1991, année où il se retire.
En 1960, il gagne le Ruban d'argent de la meilleure photographie pour Nuits d'Europe, documentaire d'Alessandro Blasetti.
Le fils de Pogány, Cristiano Pogany, également chef opérateur, est né en 1947 à Rome. Il est décédé dans la même ville quelques mois avant son père, le 18 février 1999, à l'âge de 52 ans.

## Filmographie partielle

### Cinéma

#### Comme cadreur
- 1938 : Ettore Fieramosca d'Alessandro Blasetti

- 1940 : La Naissance de Salomé (La nascita di Salomè) de Jean Choux
- 1940 : Il conte di Brechard (it) de Mario Bonnard
- 1940 : Le Capitaine Fracasse (it) (Capitan Fracassa) de Duilio Coletti
- 1941 : Ridi pagliaccio ! (it) de Camillo Mastrocinque
- 1947 : Addio, mia bella Napoli (it) de Mario Bonnard

#### Comme directeur de la photographie
- 1942 : Carmela de Flavio Calzavara
- 1945 : La Confession tragique (L'abito nero da sposa) de Luigi Zampa
- 1948 : L'Homme au gant gris (L'uomo dal guanto grigio) de Camillo Mastrocinque
- 1948 : Assunta Spina de Mario Mattoli
- 1949 : Le Baiser d'une morte (Il bacio di una morta) de Guido Brignone
- 1950 : Femmes sans nom (Donne senza nome) de Géza von Radványi
- 1950 : Plus fort que la haine (Gli inesorabili) de Camillo Mastrocinque et Roberto Savarese
- 1951 : Le Passé d'une mère (Vedi Napoli e poi mori) de Riccardo Freda
- 1951 : Le Christ interdit (Il Cristo proibito) de Curzio Malaparte
- 1952 : Heureuse Époque (Altri tempi) d'Alessandro Blasetti
- 1953 : La Maison du silence ou La Voix du silence (La voce del silenzio) de Georg Wilhelm Pabst
- 1953 : Spartacus (Spartaco) de Riccardo Freda
- 1953 : Fermi tutti... arrivo io! de Sergio Grieco
- 1953 : Nous les femmes (Siamo donne), segment Anna Magnani de Luchino Visconti
- 1954 : Orage (Delirio) de Pierre Billon et Giorgio Capitani
- 1954 : Quelques pas dans la vie (Tempi nostri) d'Alessandro Blasetti et Paul Paviot
- 1954 : Sémiramis, esclave et reine (La cortigiana di Babilonia) de Carlo Ludovico Bragaglia
- 1954 : Affaires de fou (Cose da pazzi) de Georg Wilhelm Pabst
- 1954 : Jeanne au bûcher (Giovanna d'Arco al rogo) de Roberto Rossellini
- 1954 : La Fille de Mata Hari (La figlia di Mata Hari) de Renzo Merusi et Carmine Gallone
- 1955 : Amis pour la vie (Amici per la pelle) de Franco Rossi
- 1955 : Non scherzare con le donne de Giuseppe Bennati
- 1956 : Le Château des amants maudits (Beatrice Cenci) de Riccardo Freda
- 1957 : Guet-apens à Tanger (Agguato a Tangeri) de Riccardo Freda et Jorge Grau
- 1957 : Dites 33 (Totò, Vittorio e la dottoressa) de Camillo Mastrocinque
- 1958 : Londres appelle Pôle Nord (Londra chiama Polo Nord) de Duilio Coletti
- 1958 : Voyage de plaisir (Camping) de Franco Zeffirelli
- 1959 : Non perdiamo la testa de Mario Mattoli
- 1959 : Nous sommes tous coupables (Il magistrato) de Luigi Zampa
- 1959 : Les Croûlants terribles (Prepotenti più di prima) de Mario Mattoli
- 1959 : Nuits d'Europe (Europa di notte) d'Alessandro Blasetti
- 1960 : Les Nuits du monde (Il mondo di notte) de Luigi Vanzi
- 1960 : La ciociara de Vittorio De Sica
- 1960 : Les Adolescentes (I dolci inganni) d'Alberto Lattuada
- 1961 : Le Jugement dernier (Il giudizio universale) de Vittorio De Sica
- 1962 : La Flèche d'or (La freccia d'oro) d'Antonio Margheriti
- 1963 : Vénus impériale de Jean Delannoy
- 1964 : Sept contre la mort (Sette contro la morte) d'Edgar Georg Ulmer
- 1964 : Rome contre Rome ou Le Sorcier de l'Arménie (Roma contro Roma) de Giuseppe Vari
- 1964 : Meurtre par accident (L'intrigo) de George Marshall et Vittorio Sala
- 1964 : La Terreur des Kirghiz (Ursus, Il Terrore dei Kirghisi) d'Anthony Dawson
- 1964 : Juliette et Roméo (it) (Giulietta e Romeo) de Riccardo Freda
- 1965 : Les Pianos mécaniques (Los pianos mecánicos) de Juan Antonio Bardem
- 1966 : D pour danger (A Man could get killed) de Ronald Neame et Cliff Owen
- 1966 : Dix heures et demie du soir en été (10:30 P.M. Summer) de Jules Dassin
- 1967 : Doctor Faustus de Richard Burton et Nevill Coghill
- 1967 : L'Amour sorcier (El amor brujo) de Francisco Rovira Beleta
- 1967 : Quand l'heure de la vengeance sonnera (La morte non conta i dollari) de Riccardo Freda
- 1968 : Buona sera Madame Campbell (Buona Sera, Mrs. Campbell) de Melvin Frank
- 1969 : Gonflés à bloc ou Le Rallye de Monte-Carlo (Monte Carlo or Bust !) de Ken Annakin
- 1969 : Liz et Helen (A doppia faccia) de Riccardo Freda
- 1970 : L'Assaut des jeunes loups (Hornets' Nest) de Phil Karlson et Franco Cirino
- 1972 : Pink Floyd: Live at Pompeii d'Adrian Maben
- 1972 : Barbe-Bleue (Bluebeard) d'Edward Dmytryk et Luciano Sacripanti
- 1974 : Les Incroyables Aventures d'Italiens en Russie (Una matta, matta, matta corsa in Russia) d'Eldar Riazanov
- 1974 : Les Deux Missionnaires (Porgi l'altra guancia) de Franco Rossi
- 1975 : La bête tue de sang-froid (L'ultimo treno della notte) d'Aldo Lado
- 1976 : La Cousine (La cugina) d'Aldo Lado
- 1976 : Section de choc (Quelli della calibro 38) de Massimo Dallamano
- 1977 : Antonio Gramsci: I giorni del carcere de Lino Del Fra

### Télévision
- 1973 : Divorce (Divorce His, Divorce Hers), téléfilm de Waris Hussein
- 1978 : La Nativité (en) (The Nativity), téléfilm de Bernard L. Kowalski

## Distinctions
- 1960 : Ruban d'argent de la meilleure photographie, catégorie couleur, pour Nuits d'Europe.